# European Film Academy
De European Film Academy, opgericht in 1988, is een organisatie met het doel om de Europese filmcultuur te stimuleren. De academie organiseert en neemt deel aan conferenties, seminars en workshops die zich bezighouden met film op het gebied van technische en artistieke vorming, maar ook met de politiek en economie van de film. Deze activiteiten culmineren elk jaar in de uitreiking van de Europese Filmprijzen.
De European Film Academy is gevestigd aan de Kurfürstendamm in Berlijn. De organisatie wordt voornamelijk gefinancierd door de Duitse Staatsloterij, met aanvullende ondersteuning van andere Duitse instelligen, subsidiëring door het Creative Europe MEDIA-programma van de Europese Commissie en bijdragen van een aantal Europese filminstanties en -bedrijven. De ceremonie van de European Film Awards wordt gezamenlijk gepresenteerd door de European Film Academy en het productiebedrijf European Film Academy Productions, dat eveneens in Berlijn bevestigd en een dochteronderneming van de academie is.
President van de academie is de Poolse regisseuse Agnieszka Holland. Zij volgde in 2021 de Duitse filmmaker Wim Wenders op, die op zijn beurt in 1996 in de voetsporen trad van de eerste president, de Zweedse filmmaker Ingmar Bergman. Bestuursvoorzitter is de Iers-Engelse producent Mike Downey. Andere bestuursleden zijn onder meer de Hongaarse regisseuse Ildikó Enyedi, de Duitse actrice Nina Hoss, de Ierse regisseur Jim Sheridan en de Nederlandse producente Leontine Petit. Ereleden zijn de Britse acteur Ben Kingsley en de Hongaarse regisseur István Szabó.
De European Film Academy wordt sinds 2021 geleid door de Nederlandse directeur Matthijs Wouter Knol.
De academie heeft zo'n 4.225 leden (januari 2022), allen actief betrokken bij het maken van film (een van de voorwaarden is dat een lid credits heeft voor ten minste drie speelfilms of documentaires). In Europa levert Duitsland de meeste leden (323), gevolgd door het Verenigd Koninkrijk (251), Frankrijk (245), Spanje (166), Italië (144) en Denemarken (135). Nederland heeft 64 leden, België 46. Ook Israël neemt deel aan de European Film Academy, met 30 leden.